# Innenstadtring (Berlin)

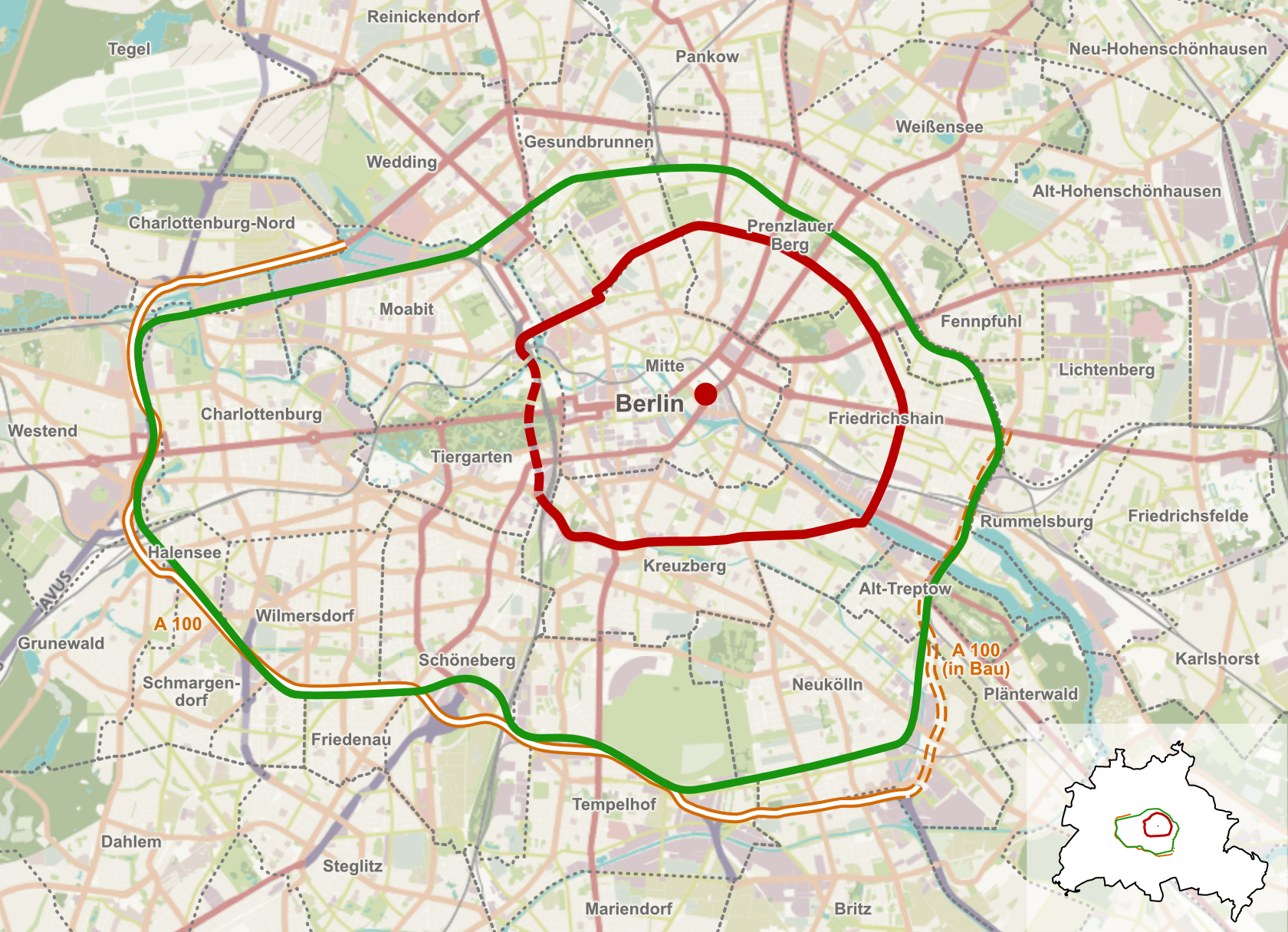
Innenstadtring (rot), Ringbahn (grün) und Rotes Rathaus (roter Punkt)

Der Berliner Innenstadtring ist eine Straßenverbindung um die historische Mitte Berlins in den Bezirken Mitte, Pankow (Ortsteil Prenzlauer Berg) und Friedrichshain-Kreuzberg. Die Bezeichnung auf „Innen-“ ergibt sich durch die Lage innerhalb des ursprünglich geplanten Berliner Stadtringes (A 100) und des weit umlaufenden Berliner Ringes (A 10).
Der Innenstadtring verläuft vom Hauptbahnhof im Uhrzeigersinn über die Invalidenstraße, Caroline-Michaelis-Straße, Julie-Wolfthorn-Straße, Bernauer Straße, Eberswalder Straße, Danziger Straße, Petersburger Straße, Warschauer Straße, Am Oberbaum (Oberbaumbrücke), Oberbaumstraße, Skalitzer Straße, Gitschiner Straße, Hallesches Ufer und Reichpietschufer (nördliche Fahrbahn) bzw. Waterloo-Ufer, Tempelhofer Ufer, Schöneberger Ufer (südliche Fahrbahn) und den Tunnel Tiergarten Spreebogen (TTS) zurück zum Hauptbahnhof. Das entspricht einer Fahrstrecke von 17,5 Kilometern.
Der Verlauf ist im südlichen Bereich zwischen Halleschem Tor und Warschauer Brücke deckungsgleich mit der Lage der Berliner Zoll- und Akzisemauer, die das alte Berlin bis 1861 umschloss. Der Zollmauer waren Straßenwege vor- und nachgelagert, sodass nach dem Abriss entsprechend Raum für einen breiten Boulevard blieb. Der westliche Bereich wurde bis zum Bau des Tiergartentunnels durch die Entlastungsstraße bestimmt, die etwas außerhalb der alten Mauerführung am Brandenburger Tor und somit am Reichstagsgebäude vorbeiführte. Im nördlichen und östlichen Bereich folgt der Innenstadtring einer Ringstraße des Hobrecht-Plans und verläuft teils deutlich nördlicher als die Akzisemauer (vergleiche mit der Torstraße). Historisch existierte von der Invalidenstraße keine durchgehende Verbindung zur Bernauer Straße. Der Ausbau der Bernauer Straße auf vier Fahrstreifen einschließlich straßenbündiger Straßenbahngleise wurde erst nach dem Fall der Berliner Mauer im Jahr 1989 möglich, nachdem zuvor im Zuge ihrer Errichtung ab 1961 ältere Gebäude auf der Südseite der Straße abgerissen worden waren.
Von Juni 2011 bis August 2015 wurde der zum Innenstadtring gehörende Abschnitt der Invalidenstraße vierstreifig ausgebaut und die Straßenbahn vom Nordbahnhof durch die Invalidenstraße bis zum Hauptbahnhof verlängert. Seit Abschluss dieser Arbeiten ist der Innenstadtring komplett geschlossen.